# Psittacellini
Psittacellini – monotypowe plemię ptaków z podrodziny dam (Loriinae) w rodzinie papug wschodnich (Psittaculidae).

## Zasięg występowania
Plemię obejmuje gatunki występujące na Nowej Gwinei.

## Morfologia
Długość ciała 14–24 cm; masa ciała 34–120 g.

## Systematyka

### Etymologia
Psittacella: wariacja nazwy rodzaju Psittacula Cuvier, 1800 (aleksandretta) (por. zdrobnienie łac. psittacus „papuga”, od gr. ψιττακος psittakos „papuga”).

### Podział systematyczny
Do plemienia należy jeden rodzaj z następującymi gatunkami:
- Psittacella brehmii Schlegel, 1871 – brązogłówka prążkowana
- Psittacella picta Rothschild, 1896 – brązogłówka obrożna
- Psittacella modesta Schlegel, 1871 – brązogłówka oliwkowa
- Psittacella madaraszi A.B. Meyer, 1886 – brązogłówka mała